# Leo Román
Leo Román, właśc. Leonardo Román Riquelme (ur. 6 lipca 2000 w Ibizie) – hiszpański piłkarz, występujący na pozycji bramkarza w hiszpańskim klubie RCD Mallorca.

## Sukcesy

### Reprezentacyjne
- Mistrzostwa Europy U-21 (2. miejsce): 2023[3]